# لويس غارسيا ميزا
لويس غارسيا ميزا تيجادا (بالإسبانية: Luis García Meza Tejada) (و. 1929 – م) هو سياسي من بوليفيا ولد في لاباز.
تولى منصب رئيس بوليفيا .

## روابط خارجية
لويس غارسيا ميزا على موقع الموسوعة البريطانية (الإنجليزية)
- لويس غارسيا ميزا على موقع مونزينجر (الألمانية)